# 牛尾安麿
牛尾 安麿（うしお やすまろ、1882年〈明治15年〉10月17日 - 没年不明）は、日本の商人（登茂栄、毛織物商）、篤農家、実業家。族籍は兵庫県平民。

## 人物
兵庫県人・牛尾彦二郎の二男。牛尾彦蔵の養子となり1904年、家督を相続する。農業を営む。また銀行会社の重役である。市川製紙社長、田原銀行頭取、中播銀行取締役、日本印刷製本監査役などをつとめる。住所は兵庫県神崎郡田原村（現福崎町）、大阪市東区淡路町二丁目。

## 家族・親族
牛尾家
- 養父・彦蔵[2][3]（大地主、田原銀行取締役）[注 1]
- 養母・ちか（1853年 - ？、兵庫、進藤杢右衛門の二女）[6][7]
- 妻（1882年 - ？、兵庫、波部本次郎の五女）[2][5]
- 子[2][3]